# Alexandre Cardunets Cazorla
Alexandre Cardunets Cazorla (Barcelona, 1871 - Badalona, 1944) va ésser un dibuixant, gravador i pintor.
Estudià a l'Escola de Belles Arts de Llotja i fou deixeble del mestre gravador Miquel Campí. Amplià estudis a diversos països europeus.
La seua personalitat artística es destacà en el dibuix, especialment en les vistes urbanes de Barcelona. És especialment conegut, precisament, per una sèrie de vistes d'antics carrers de Barcelona, avui dia desapareguts, cosa que n'augmenta el valor documental.
Fou un dels fundadors d'Amics de l'Art Vell, president del Reial Cercle Artístic de Barcelona (1927) i del Foment de les Arts Decoratives (1923).
Casat amb Caritat Tallada i Comella varen ser pares d'Amèrica Cardunets i Tallada, ceramista i esmaltadora de vidre.
El Museu de Badalona conserva algunes obres seves.